# 旭川オリンピック構想
旭川オリンピック構想（あさひかわオリンピックこうそう）は、1998年冬季オリンピックの開催を北海道旭川市で目指していた構想である。

## 概要
佐々木秀世の次男・佐々木邦夫を中心とした旭川の47人の若手経済人により「旭川冬季オリンピック招致を考える会」を1984年に設立し、経済活性化や都市機能の充実を図るべく冬季オリンピック招致運動を開始。
会員1名をサラエボオリンピックに派遣し旭川より小規模な都市であるサラエボでの開催を目にしたことで自信がつき、その後1口につき月1000円の賛助会員を310口・一般署名11,700人を集め旭川市体育協会・旭川スキー連盟・旭川スケート連盟といった競技団体も賛同する形で「旭川冬季オリンピック招致期成会設立準備委員会」、旭川市・旭川商工会議所・旭川青年会議所・旭川市体育協会・市民団体による「旭川冬季オリンピック招致検討会」が結成され、当初は1996年大会の招致を目標としたが1986年には1996年大会の開催地を決定する1990年の第96次IOC総会が東京で開かれることとなり五輪憲章にて「総会開催国の都市は投票対象に含めない」との条文があったことから2000年以降の招致に順延する方針となり、その後1986年のIOC総会にて夏冬の開催年分離の方針に転換した事を受け1998年大会の招致へ動くこととなった。
旭川での開催の利点として風が少ない気候で良質な自然雪があることや、冬季五輪の開催実績のある北方圏諸国との交流があること、FISワールドカップ富良野大会・国際バーサースキー大会などの国際大会の開催実績があることを挙げていた。
最終的に1988年に日本オリンピック委員会（JOC）の国内候補地選定で長野市（長野オリンピック）に敗れたため、開催は実現しなかった。1998年冬季オリンピック招致運動は旭川市のほか、盛岡市と山形市でも行われた。

## 招致運動の経緯
- 1983年 - 旭川市内の若手経済人有志が冬季オリンピックの招致を提起[3]。
- 1984年2月2日 - 「旭川冬季オリンピック招致を考える会」が発足。
- 1985年10月8日 - 「旭川冬季オリンピック招致期成会設立準備委員会」発足。
- 1986年
  - 4月21日 - 「旭川冬季オリンピック招致検討会」設立。
  - 11月21日 - 「招致検討会」が招致を可能とする報告書を旭川市長に提出。
  - 12月22日 - 旭川市議会が「旭川冬季オリンピック招致に関する決議」を可決。
  - 12月25日 - 旭川市が日本オリンピック委員会(JOC)に「第18回オリンピック冬季競技大会開催都市立候補申請書」を提出。長野市、山形市、盛岡市に続いて4都市目。
- 1987年
  - 4月28日 - オリンピック冬季大会旭川招致委員会発足[4]。
  - 7月25日 - 旭川市議会が冬季五輪招致特別委員会を設置[5]。
  - 10月19日 - オリンピック冬季競技大会招致北海道委員会設立[6]。
  - 10月22日 - 北海道議会が旭川での冬季五輪招致案を決議[5]。
  - 11月19日 - 富良野市にアルペン競技種目開催を要請[5]。
  - 12月23日- JOCに開催概要計画書提出[7]。
- 1988年
  - 2月5日 - 招致北海道委員会札幌事務所を開設[5]。
  - 3月18日-20日 - 全日本スキー連盟による現地調査を実施[5]。
  - 4月18日-19日 - JOC委員による現地調査を実施[5]。
  - 6月1日 - JOC総会にて国内候補地選定における投票により長野が国内開催候補都市に選出された。得票数は長野34票、盛岡7票、旭川4票、山形0票。
- 1991年6月15日 - 第97回国際オリンピック委員会総会にて、1998年長野オリンピックの開催が決定。
- 1998年2月 - 長野オリンピックが長野市を中心とする長野県内で開催。

## 大会の概要
旭川市内のほか鷹栖町、富良野市にも競技場を置き、1998年2月7日から22日までの16日間に7競技63種目を実施する計画であった。
経費として、競技施設建設費750億円、関連設備整備費871億円、運営費300億円、準備費40億円の計1961億円を試算していた。

### 実施予定種目
- アルペンスキー 10種目
  - 男女滑降、スーパー大回転、大回転、回転、アルペン複合
- ノルディックスキー 13種目
  - クロスカントリースキー男子15km、30km、50km、リレー、女子5km、10km、20km、リレー
  - ノルディック複合個人、団体
  - スキージャンプ70m級、90m級、団体
- フリースタイルスキー 6種目
  - 男女バレエ、モーグル、エアリアル
- スピードスケート 10種目
  - 男子500m、1000m、1500m、5000m、10000m、女子500m、1000m、1500m、3000m、5000m
- ショートトラックスピードスケート 8種目
- 男女500m、1000m、1500m、3000m
- フィギュアスケート 4種目
  - 男女シングル、ペア、アイスダンス
- アイスホッケー 1種目
  - 男子
- バイアスロン 3種目
  - 男子10km、20km、リレー
- ボブスレー 2種目
  - 男子2人乗り、4人乗り
- リュージュ 3種目
  - 男子1人乗り、2人乗り、女子1人乗り
- カーリング 2種目
  - 男子、女子

### 予定会場
- アルペンスキー - 富良野スキー場（富良野市、既設）
- クロスカントリースキー - 旭川競馬場及び周辺コース（旭川市神居町上雨紛、既存改修）、富沢クロスカントリーコース（練習用、既設）
- スキージャンプ - 嵐山ジャンプ競技場（鷹栖町嵐山公園、既存を全面改築）
- フリースタイルスキー - カムイスキーリンクス（旭川市神居町西岡、既設）
- スピードスケート - 近文公園屋内スピードスケート競技場（旭川市花咲町、新設）、近文公園陸上競技場仮設リンク（旭川市花咲町、練習用）
- ショートトラックスピードスケート - 西神楽オリンピック公園内STS会場（旭川市西神楽6号、7号、新設）
- フィギュアスケート - 大雪アリーナ（旭川市神楽4条7丁目、既設）、常盤公園体育館（旭川市常盤公園、練習用、新設）
- アイスホッケー - 西神楽オリンピック公園内アイスホッケーA、C会場（旭川市西神楽6号、7号、新設）、忠和公園アイスホッケーB会場（旭川市神居町忠和、新設）
- バイアスロン - 江丹別バイアスロン競技場（旭川市江丹別町拓北）
- ボブスレー・リュージュ - 富岡ボブスレー・リュージュ競技場（旭川市神居町富岡旭川サンバレースキー場隣接地、新設）
- カーリング - 西神楽オリンピック公園内カーリング会場（旭川市西神楽6号、7号、新設）
- 選手村 - （旭川市西神楽6号、7号、新設）